# Agathon Lepève
Agathon Lepève   (Beaufort-en-Vallée, 15 de novembre de 1920 - Poitiers, 24 de setembre de 2006) va ser un atleta francès, especialista en curses de velocitat, que va competir durant la dècada de 1940.
En el seu palmarès destaca una medalla de plata en els 4x100 metres relleus al Campionat d'Europa d'atletisme d'Oslo de 1946. Formà equip amb Julien Lebas, Pierre Gonon i René Valmy. Fou subcampió francès dels 100 i 200 metres el 1943.

## Millors marques
- 100 metres. 10,8" (1943)
- 200 metres. 22,1" (1943)
- 400 metres. 49,3" (1946)[3]